# Учаковці
Учаковці (словен. Učakovci) — поселення в общині Чрномель, Південно-Східна Словенія, Словенія. Висота над рівнем моря: 204,8 м.